# 広崎美紗
広崎 みさ（ひろさき みさ、1981年6月4日 - ）は、熊本県を拠点に活動する女性ローカルタレント、モデル。熊本県出身。血液型O型。

## 人物
- 熊本市立必由館高等学校、熊本電子ビジネス専門学校卒業。
- 趣味はビリヤード、バドミントン。特技はフラメンコ。
- 主に熊本のテレビ、CMに出演しているほか、ファッションショーのステージモデルやスチールモデル、イベントMCとして活躍している。
- 2004年ミス熊本きものの女王、2005年全日本きものの女王九州代表、2005年ミス日本九州代表、2005年オートポリスレースクイーン。
- 2012年12月12日に1歳上の一般会社員と入籍したことを自身のブログにて発表。

## 現在の出演番組
- テレビタミン（熊本県民テレビ、リポーター・2007年10月2日放送-2010年3月30日放送までは火曜日中継担当、2010年4月2日放送-2013年4月5日放送までは金曜日中継担当）
- エンペラーグループpresentsいいね！イチサンGoGo（RKKラジオ 火曜13:55～14:00
- ももち浜ストア（TNC　月曜〜水曜9:55〜11:00、木曜、金曜9:55〜11:15）
- ももち浜DXストア（TNC　土曜9:55〜10:25）
  - 上記4番組では、「広崎みさ」名義。
- 知っ得!見聞録（熊本朝日放送）
- めんたいワイド（福岡放送）　月曜中継リポーター

## CM
- オートベル
- パチンコエンペラーグループ

## 過去の出演番組
- 駅前TVサタブラ（熊本朝日放送、鶴屋インフォメーション）
- 発信!テレビタウン（熊本県民テレビ、番組MC）
- Happy Sunday ココSmile（熊本県民テレビ、リポーター）
- 週刊!生活快増倶楽部（熊本県民テレビ、2009年4月〜2010年3月）
- くまもと7ミニッツ（熊本放送）
- グッと!もっと!くまもと（熊本放送）
- おしえて!くまモン（熊本放送）
- Saturday ココSmile サタデココ（熊本県民テレビ、リポーター）